# ドイツ帝位継承順位

ドイツ帝国の国章

ドイツ帝位継承順位は、1918年に消滅したドイツ帝国の帝位およびプロイセン王国の王位の継承権者の一覧である。両国の統治者であったホーエンツォレルン家の現在の家長はゲオルク・フリードリヒ・フォン・プロイセンである。継承法には男系長子相続が定められている。
ホーエンツォレルン家の家長は「プロイセン王子にして名目上のドイツ皇帝ならびにプロイセン王」の儀礼称号および「Kaiserliche und königliche Hoheit」の敬称で呼ばれる。現在、ドイツ帝位・プロイセン王位の継承資格のある者は1918年の君主制廃止時よりも少なくなっている。1918年以後、同家の多くの王子たちが貴賤結婚に走り、継承権を放棄したからである。例えば先代のプロイセン王家家長であるルイ・フェルディナント王子の上の2人の息子たちは、貴賤結婚により家長となる資格を喪失している。
ホーエンツォレルン家の成員たちが形成しているのはプロイセン王室であって、ドイツ帝室ではない。ドイツ帝国には皇帝、皇后、皇太后、皇太子、皇太子妃の地位がそれぞれ存在してはいたが、その地位に就いていた者が属していた王室はプロイセン王室である。つまりドイツ帝室は存在したことがない。ドイツ皇子という称号は存在せず、皇帝と皇太子以外のホーエンツォレルン家出身の男性にはプロイセン王子という称号が与えられるのみであり、これは現在も同じである。

## 現在の継承順位
| 順位 | 継承権者                                         | 生年     | 続柄                                       |
| ---- | ------------------------------------------------ | -------- | ------------------------------------------ |
| 1    | カール・フリードリヒ・フォン・プロイセン         | 2013年生 | プロイセン王子ゲオルク・フリードリヒの長男 |
| 2    | ルイ・フェルディナント・フォン・プロイセン       | 2013年生 | プロイセン王子ゲオルク・フリードリヒの次男 |
| 3    | ハインリヒ・フォン・プロイセン                   | 2016年生 | プロイセン王子ゲオルク・フリードリヒの三男 |
| 4    | クリスティアン・ジギスムント                     | 1946年生 | プロイセン王子ルイ・フェルディナントの息子 |
| 5    | クリスティアン・ルートヴィヒ・フォン・プロイセン | 1986年生 | クリスティアン・ジギスムントの息子         |
| 6    | ヴィルヘルム＝カール・フォン・プロイセン         | 1955年生 | プロイセン王子オスカーの孫息子             |
| 7    | オスカー・フォン・プロイセン                     | 1959年生 | ヴィルヘルム＝カールの弟                   |
| 8    | オスカー・フォン・プロイセン                     | 1993年生 | オスカー（1959年生）の長男                 |
| 9    | アルブレヒト・フォン・プロイセン                 | 1998年生 | オスカー（1959年生）の次男                 |
| 10   | フランツ・ヴィルヘルム・フォン・プロイセン       | 1943年生 | プロイセン王子ヨアヒムの孫息子             |
| 11   | ゲオルギー・ミハイロヴィチ・ロマノフ             | 1981年生 | フランツ・ヴィルヘルムの息子               |

## 1918年11月における継承順位
- 皇帝 - ヴィルヘルム2世

1. ヴィルヘルム皇太子
2. ヴィルヘルム王子
3. ルイ・フェルディナント王子
4. フーベルトゥス王子
5. フリードリヒ王子
6. アイテル・フリードリヒ王子
7. アーダルベルト王子
8. アウグスト・ヴィルヘルム王子
9. アレクサンダー・フェルディナント王子
10. オスカー王子
11. ヨアヒム王子
12. カール・フランツ・ヨーゼフ王子
13. ハインリヒ王子
14. ヴァルデマール王子
15. ジギスムント王子
16. フリードリヒ・レオポルト王子
17. フリードリヒ・ジギスムント王子
18. フリードリヒ・レオポルト王子
19. フリードリヒ・ハインリヒ・アルブレヒト王子
20. ヨアヒム・アルブレヒト王子
21. フリードリヒ・ヴィルヘルム王子